# Remember That Night
Remember That Night: Live at the Royal Albert Hall – DVD z zapisem koncertu Davida Gilmoura w Royal Albert Hall w maju 2006 roku podczas trasy koncertowej promującej album On an Island. Oprócz zapisu koncertu, DVD zawiera liczne dodatki. Album został wydany 17 września 2007 w Wielkiej Brytanii i Europie oraz 18 września 2007 w Stanach Zjednoczonych i Kanadzie.

## Lista utworów

### DVD 1
Zapis koncertu z Royal Albert Hall:
1. "Speak to Me"
2. "Breathe"
3. "Time"
4. "Breathe (Reprise)"
5. "Castellorizon"
6. "On an Island"
7. "The Blue"
8. "Red Sky at Night"
9. "This Heaven"
10. "Then I Close My Eyes"
11. "Smile"
12. "Take a Breath"
13. "A Pocketful of Stones"
14. "Where We Start"
15. "Shine On You Crazy Diamond"
16. "Fat Old Sun"
17. "Coming Back To Life"
18. "High Hopes"
19. "Echoes"
20. "Wish You Were Here"
21. "Find the Cost of Freedom" (z Davidem Crosby i Grahamem Nash'em)
22. "Arnold Layne" (z Davidem Bowie)
23. "Comfortably Numb" (z Davidem Bowie)

### DVD 2
- Dodatkowe utwory z koncertu w Royal Albert Hall:
  - "Wot's... Uh the Deal"
  - "Dominoes"
  - "Wearing the Inside Out" (z Richardem Wrightem)
  - "Arnold Layne" (z Richardem Wrightem)
  - "Comfortably Numb" (z Richardem Wrightem)
- Inne dodatkowe utwory:
  - "Dark Globe"
  - "Astronomy Domine" (na żywo z Abbey Road)
  - "On an Island" (teledysk)
  - "Smile" (teledysk)
  - "This Heaven" (z AOL Session)
  - "Island Jam" (wersja ze stycznia 2007)
- Dodatkowe utwory z koncertu w Mermaid Theatre, w marcu 2006:
  - "Castellorizon"
  - "On an Island"
  - "The Blue"
  - "Take a Breath"
  - "High Hopes"
- Filmy dokumentalne
  - "West Coast Documentary" – film nagrany pomiędzy występami w Los Angeles przez Richarda Wrighta
  - "Breaking Bread, Drinking Wine" – film dokumentujący trasę koncertową "od kuchni" nagrany przez Gavina Eldera
  - "The making of On An Island" – film przedstawiający pracę nad albumem On an Island
- Galeria zdjęć

## Skład
- David Gilmour – wokal, gitara elektryczna, gitara akustyczna, gitara hawajska, cümbüs, saksofon
- Richard Wright – wokal, organy hammonda, instrumenty klawiszowe, syntezatory
- Phil Manzanera – wokal, gitara dwunastostrunowa, gitara elektryczna
- Guy Pratt – gitara basowa, wokal, gitara elektryczna
- Jon Carin – wokal, syntezatory, gitara hawajska
- Dick Parry – saksofon, instrumenty klawiszowe
- Steve Di Stanislao – perkusja

### Goście
- David Bowie – wokal (w "Arnold Layne" i "Comfortably Numb")
- David Crosby i Graham Nash – wokal (w "Find the Cost of Freedom", "Shine On You Crazy Diamond" i "On an Island")
- Robert Wyatt – kornet (w "Then I Close My Eyes")